# Псехако (хребет)
Псехако (правильнее Псеко́хо) — горный хребет в окрестностях посёлка Красная Поляна, в Адлерском районе города Сочи. С северо-запада и запада ограничен бассейном реки Лаура, с юго-запада — рекой Ачипсе, которая является притоком Лауры, а с юга — бассейном реки Мзымта, в которую впадает Лаура.
Постепенно повышаясь с юго-запада к северо-востоку, хребет примыкает в верхней своей части к хребту Бзерпи, к северу от которого находится горный массив Псеашхо. В северной части хребта начинается территория Кавказского природного биосферного заповедника.
Абсолютные отметки хребта достигают высот 1400—1600 м. Хребет покрыт лиственными и хвойными породами кавказских лесов. В 1960-е годы на хребте осуществлялась лесозаготовка.
У подножья хребта Псехако расположен Горно-туристический центр ПАО «Газпром», и бо́льшая часть хребта вместе с территорией, на которой он расположен, передана в аренду ПАО «Газпром» для создания и развития горнолыжного комплекса и сооружения Зимних Олимпийских Игр 2014 года. На верхней части хребта Псехако сооружён лыжно-биатлонный комплекс «Лаура» на котором проходили соревнования по биатлону и лыжным гонкам в рамках зимних Олимпийских игр 2014 года, а также соревнования по биатлону и лыжным гонкам в рамках зимних Паралимпийских игр 2014 года.
Детальная схема размещения объектов на хребте по этой ссылке.
В настоящее время на северо-западных склонах хребта Псехако расположены три горнолыжных подъёмника и трассы для занятия горнолыжным спортом и сноубордингом.